# Маевское сельское поселение
Маевское сельское поселение — муниципальное образование в составе Славянского района Краснодарского края России. 
В рамках административно-территориального устройства Краснодарского края ему соответствует  Маевский сельский округ.
Административный центр — хутор Маевский.

## Население
| 2010  | 2012  | 2013  | 2014  | 2015  | 2016  | 2017  |
| ----- | ----- | ----- | ----- | ----- | ----- | ----- |
| 2059  | ↗2081 | ↗2086 | ↗2123 | ↗2172 | ↘2170 | ↘2167 |
| 2018  | 2019  | 2020  | 2021  | 2023  |       |       |
| ↗2210 | ↗2220 | ↗2244 | ↘2183 | ↘2167 |       |       |

## Населённые пункты
В состав сельского поселения (сельского округа) входят 4 населённых пункта:
| № | Населённый пункт | Тип населённого пункта | Население (чел.) |
| - | ---------------- | ---------------------- | ---------------- |
| 1 | Колесников       | хутор                  | ↗88              |
| 2 | Маевский         | хутор                  | ↗845             |
| 3 | Сербин           | хутор                  | ↘858             |
| 4 | Троицкий         | хутор                  | ↗268             |